# Nancy Meyers
Nancy Jane Meyers, född 8 december 1949 i Philadelphia i Pennsylvania, är en amerikansk filmproducent, manusförfattare och regissör.
Mellan 1980 och 1999 var hon gift med regissören och manusförfattaren Charles Shyer. Tillsammans har de två barn.

## Filmografi (i urval)
- 1980 – Tjejen som gjorde lumpen (manus och produktion)
- 1986 – Jumpin' Jack Flash (manus)
- 1987 – Baby Boom (manus och produktion)
- 1991 – Brudens far (manus och produktion)
- 1994 – I Love Trouble (manus och produktion)
- 1995 – Brudens far 2 (manus och produktion)
- 1998 – Föräldrafällan (manus och regi)
- 2000 – Vad kvinnor vill ha (regi och produktion)
- 2003 – Galen i kärlek (manus, regi och produktion)
- 2006 – The Holiday (manus, regi och produktion)
- 2009 – It's Complicated (manus, regi och produktion)